# Championnat du Salvador de football 1952-1953
Navigation
Saison précédente Saison suivante
La Primera División 1952-1953 est la quatrième édition de la première division salvadorienne.
Lors de ce tournoi, le Club Deportivo FAS a tenté de conserver son titre de champion du Salvador face aux sept meilleurs clubs salvadoriens.
Chacun des huit clubs participant était confronté deux fois aux sept autres équipes.

## Les 8 clubs participants
| \| San Salvador : Leones CD Atlético Marte CD Dragon Club Deportivo FAS CD Santa Anita CD Independiente CD Juventud Olímpica San Salvador CD Luis Ángel Firpo San Salvador Club Deportivo FAS CD Santa Anita \| Localisation des clubs engagés dans le championnat. |
| San Salvador : Leones CD Atlético Marte CD Dragon Club Deportivo FAS CD Santa Anita CD Independiente CD Juventud Olímpica San Salvador CD Luis Ángel Firpo San Salvador Club Deportivo FAS CD Santa Anita                                                           |

| Club                 | Stade                        | Capacité          | Ville        |
| CD Dragon            | Stade Juan Francisco Barraza | 10 000            | San Miguel   |
| Club Deportivo FAS   | Stade Oscar Quiteño          | 15 000            | Santa Ana    |
| CD Independiente     | Stade inconnu                | Capicité inconnue | San Vicente  |
| CD Juventud Olímpica | Stade Ana Mercedez           | 8 000             | Sonsonate    |
| Leones (en)          | Stade inconnu                | Capacité inconnue | San Salvador |
| CD Luis Ángel Firpo  | Stade Sergio Torres          | 5 000             | Usulután     |
| CD Atlético Marte    | Stade Cuscatlán              | 45 925            | San Salvador |
| CD Santa Anita       | Stade inconnu                | Capacité inconnue | Santa Ana    |

## Compétition
Les huit équipes affrontent à deux reprises les sept autres équipes selon un calendrier tiré aléatoirement.
Le classement est établi sur l'ancien barème de points (victoire à 2 points, match nul à 1, défaite à 0).
Le départage final se fait selon les critères suivants :
- Le nombre de points.
- Un match d'appui pour départager les équipes si le titre ou la relégation est en jeu.
- La différence de buts générale.

### Classement
| Rang | Équipe                 | Pts | J  | G | N | P | Bp | Bc | Diff |
| ---- | ---------------------- | --- | -- | - | - | - | -- | -- | ---- |
| 1    | CD Dragon              | 18  | 14 | 8 | 2 | 4 | 36 | 24 | +12  |
| 2    | CD Juventud Olímpica   | 16  | 14 | 7 | 2 | 5 | 21 | 25 | -4   |
| 3    | Club Deportivo FAS (T) | 15  | 14 | 6 | 3 | 5 | 32 | 20 | +12  |
| 4    | CD Atlético Marte      | 15  | 14 | 7 | 1 | 6 | 33 | 28 | +5   |
| 5    | CD Santa Anita         | 15  | 14 | 6 | 3 | 5 | 31 | 26 | +5   |
| 6    | CD Independiente       | 12  | 14 | 5 | 2 | 7 | 25 | 35 | -10  |
| 7    | Leones (en)            | 11  | 14 | 4 | 3 | 7 | 25 | 31 | -6   |
| 8    | CD Luis Ángel Firpo    | 10  | 14 | 3 | 4 | 7 | 18 | 32 | -14  |

| Légende : Abréviations | Légende : Abréviations |
| ---------------------- | ---------------------- |
|                        | (T) : Tenant du titre  |

## Bilan du tournoi
| Tableau d'Honneur          |           |
| Compétition                | Vainqueur |
| Primera División 1952-1953 | CD Dragon |
| Promoting                  | H-13      |
|                            | Leones    |